# Zdzisław Morawski (dziennikarz)
Zdzisław Tadeusz Morawski, ps. ZDM (ur. 11 stycznia 1927 w Małej Wsi koło Grójca, zm. 7 czerwca 2005 w Warszawie) – polski dziennikarz.

## Życiorys
Syn Tadeusza z rodu Morawskich herbu własnego i Julii z książąt Lubomirskich herbu Drużyna, brat Kazimierza.
Podczas wojny, jako nastolatek był żołnierzem AK. W 1949 ukończył prawo na Uniwersytecie Warszawskim. Od 1948 pracował w PAP, początkowo jako reporter, a następnie jako korespondent zagraniczny 1966–1968 w Algierii, 1968–1974, 1979–1981 i 1986–1990 przy Watykanie). Od 1960 należał do PZPR. Od 1981 do 1986 był redaktorem naczelnym „Życia Warszawy”. W 1990 przeszedł na emeryturę. W latach 1984–1986 był prezesem Zarządu Głównego Towarzystwa Przyjaźni Polsko-Włoskiej.
Ożenił się w 1953 z Janiną Romaną z Kurcewskich primo voto Domaszewską. Ma z nią córki Ewę (zamężną Karpińską) i Annę (zamężną Macke).
Został odznaczony m.in. Krzyżem Komandorskim Orderu Odrodzenia Polski. W czasach PRL był odznaczony m.in.: Krzyżem Kawalerskim Orderu Odrodzenia Polski, Złotym i Srebrnym Krzyżem Zasługi, Medalem 10-lecia Polski Ludowej, Medalem 30-lecia Polski Ludowej oraz Złotą odznaką "Za zasługi dla dziennikarstwa" (1985).

## Wywód przodków
| 4. Stanisław Kostka Morawski |  |                          |  |  |                      |
|                              |  | 2. Tadeusz Leon Morawski |  |  |                      |
| 5. Teresa z Morawskich       |  |                          |  |  |                      |
|                              |  |                          |  |  | 1. Zdzisław Morawski |
| 6. Zdzisław Lubomirski       |  |                          |  |  |                      |
|                              |  | 3. Julia z Lubomirskich  |  |  |                      |
| 7. Maria z Branickich        |  |                          |  |  |                      |
|                              |  |                          |  |  |                      |